# قز ایر ترنس
قز ایر ترنس (به انگلیسی: Kaz Air Trans) یک شرکت هواپیمایی است که در ۲۰۱۲ میلادی تأسیس شده و در ۲۰۱۲ فعالیتش را آغاز کرده‌است. دفتر مرکزی قز ایر ترنس در قزاقستان واقع شده‌است.